# Bursellia
Bursellia és un gènere d'aranyes araneomorfes de la subfamilia Erigoninae, dins de la família Linyphiidae.
Fou descrit per primera vegada per Å. Holm l'any 1962.
Es pot trobar a l'Àfrica subsahariana.

## Llista d'espècies
Segons The World Spider Catalog 12.0:
- Bursellia cameroonensis Bosmans & Jocqué, 1983
- Bursellia comata Holm, 1962
- Bursellia gibbicervix (Denis, 1962)
- Bursellia glabra Holm, 1962 (Espècie tipus)
- Bursellia holmi Bosmans, 1977
- Bursellia paghi Jocqué & Scharff, 1986
- Bursellia setifera (Denis, 1962)
- Bursellia unicornis Bosmans, 1988